# جبرتي (مذيخرة)

تعديل مصدري - تعديل

جبرتي محلة تابعة لقرية سوق النجد، التابعة لعزلة حليان بمديرية مذيخرة إحدى مديريات محافظة إب في الجمهورية اليمنية. بلغ تعداد سكانها 65 حسب تعداد اليمن لعام 2004.